# تران یغتسی
تران یغتسی (ارمنی: Թռան եղցի؛ انگلیسی: Tran Yeghtsi) یک کلیسا متعلق به کلیسای حواری ارمنی واقع در شهر شهرستان شمکر، [[]] جمهوری آذربایجان می‌باشد. ساخت و ساز این ساختمان در سال میلادی؛ به پایان رسید. این بنا به سبک معماری ارمنی طراحی شده‌است.